# Declarator
 (juillet 2025).
Declarator est un service internet traitant les déclarations de patrimoine et de revenus des fonctionnaires et employés d'état Russes, publiés dans le cadre de la lutte contre la corruption. En 2025, il contient des informations sur plus de 1,3 million de fonctionnaires.

## Historique
Declarator a été créé en 2011 pour améliorer la transparence et l'accessibilité des informations sur les revenus et le patrimoine des fonctionnaires russes. Le projet a vu le jour à la suite de l'introduction, en 2008, de l'obligation en Russie pour les fonctionnaires de déclarer leur patrimoine et leurs revenus.
Initialement, l'équipe du projet a saisi manuellement les données des déclarations dans des tableurs. Cependant, cette méthode s'est avérée inefficace pour traiter de grands volumes d'information. Cela a conduit à la décision de développer une base de données spécialisée et un site web pour publier les données collectées.
En 2013-2014, le projet a reçu le soutien du Comité des Initiatives Civiques, permettant ainsi le traitement des déclarations de plusieurs organismes fédéraux et régionaux, et l'amélioration de l'infrastructure technique de Declarator. Le laboratoire de recherche-action en politique anti-corruption de l'Université Nationale de Recherche de l’École Supérieure d'Économie (HSE) a contribué de manière significative au développement du projet, ses étudiants et stagiaires ont participé à la création de l'architecture de la base de données et au traitement des informations.
En 2018, une interface de programmation applicative (API) a été lancée, permettant à des projets tiers d'accéder à la base de données de Declarator et de l'utiliser.
La figure clé et le porte-parole du projet est Andrey Jvirblis. Il a été à l'origine de la création de la base de données et coordonne l'équipe depuis son lancement.

## Objectifs et missions du projet
Le projet Declarator vise à accroître la transparence et le contrôle public des revenus et du patrimoine des fonctionnaires en Russie. Son objectif principal est de rassembler les informations éparses sur les revenus, les actifs et les engagements financiers des fonctionnaires de tous niveaux (du directeur d'école au président) et de les présenter dans un format accessible et lisible par machine.
L'étude minutieuse des déclarations financières des fonctionnaires permet aux journalistes, aux activistes et aux citoyens d'identifier les conflits d'intérêts potentiels, l'enrichissement illicite ou les incohérences entre les revenus déclarés et le patrimoine.

## Applications pratiques
Le média Histoires importantes a étudié comment les fonctionnaires obtiennent des biens immobiliers de l'État, tandis que de nombreux vétérans doivent attendre des années pour se loger. L'enquête indique que certains fonctionnaires ont acquis plusieurs appartements grâce à des programmes préférentiels.
La Fondation anti-corruption a utilisé les données de Déclarateur pour rechercher les déclarations des fonctionnaires, ce qui a servi de base à plusieurs enquêtes anti-corruption, notamment sur la possession de biens immobiliers de luxe par des représentants du pouvoir. Russia Post, dans une étude, a analysé l'évolution de l'accès aux données sur les revenus des fonctionnaires en Russie, en se référant au service Déclarateur .

## Recherche scientifique
L'analyse des déclarations des fonctionnaires à l'aide du Déclarator a été utilisée dans une étude publiée dans l'American Journal of Political Science.

## Limitations et modifications législatives
L'accès public à certaines informations est limité par la législation russe. Depuis l'adoption en 2008 de la loi « Sur la lutte contre la corruption », celle-ci a subi de multiples modifications, dont plusieurs ont considérablement réduit le volume de données publiques.
En 2022, la publication des déclarations de certains fonctionnaires de plusieurs ministères a été suspendue pendant la durée de l'opération militaire spéciale.
En 2023, une loi a été adoptée autorisant les députés et les sénateurs à ne pas publier leurs déclarations de revenus, et permettant aux députés municipaux, sous certaines conditions, de ne pas soumettre de déclarations,.
Le Service fédéral de protection limite également l'accès aux certaines données concernant les hauts fonctionnaires. Certains organismes publient des déclarations dans des formats difficiles à traiter automatiquement ou suppriment des informations archivées, ce qui réduit la complétude et la transparence des informations.